# Брайркліфф (Арканзас)
Брайркліфф (англ. Briarcliff) — місто (англ. city) в США, в окрузі Бекстер штату Арканзас. Населення — 236 осіб (2010).

## Географія
Брайркліфф розташований на висоті 219 метрів над рівнем моря за координатами 36°16′19″ пн. ш. 92°16′55″ зх. д. / 36.27194° пн. ш. 92.28194° зх. д. (36.271924, -92.281891). За даними Бюро перепису населення США в 2010 році місто мало площу 5,30 км², уся площа — суходіл. В 2017 році площа становила 5,75 км², уся площа — суходіл.

## Демографія
Згідно з переписом 2010 року, у місті мешкало 236 осіб у 92 домогосподарствах у складі 69 родин. Густота населення становила 45 осіб/км². Було 121 помешкання (23/км²).
Расовий склад населення:
| - 100,0 % — білих |

До двох чи більше рас належало 0,0 %. Іспаномовні складали 0,0 % від усіх жителів.
За віковим діапазоном населення розподілялося таким чином: 28,0 % — особи молодші 18 років, 56,3 % — особи у віці 18—64 років, 15,7 % — особи у віці 65 років та старші. Медіана віку мешканця становила 40,0 року. На 100 осіб жіночої статі у місті припадало 114,5 чоловіків; на 100 жінок у віці від 18 років та старших — 109,9 чоловіків також старших 18 років.
Середній дохід на одне домашнє господарство становив 53 581 долар США (медіана — 41 250), а середній дохід на одну сім'ю — 60 455 доларів (медіана — 43 750). За межею бідності перебувало 27,5 % осіб, у тому числі 39,6 % дітей у віці до 18 років та 9,5 % осіб у віці 65 років та старших.
Цивільне працевлаштоване населення становило 74 особи. Основні галузі зайнятості: освіта, охорона здоров'я та соціальна допомога — 29,7 %, мистецтво, розваги та відпочинок — 23,0 %, будівництво — 12,2 %, роздрібна торгівля — 9,5 %.
За даними перепису населення 2000 року в Брайркліффі проживало 240 осіб, 68 сімей, налічувалося 98 домашніх господарств і 117 житлових будинків. Середня густота населення становила близько 51,1 особа на один квадратний кілометр. Расовий склад Брайркліффа за даними перепису розподілився таким чином: 97,92 % білих, 0,83 % — корінних американців, 1,25 % — представників змішаних рас.
З 98 домашніх господарств в 32,7 % — виховували дітей віком до 18 років, 56,1 % представляли собою подружні пари, які спільно проживали, в 10,2 % сімей жінки проживали без чоловіків, 30,6 % не мали сімей. 29,6 % від загального числа сімей на момент перепису жили самостійно, при цьому 14,3 % склали самотні літні люди у віці 65 років та старше. Середній розмір домашнього господарства склав 2,45 осіб, а середній розмір родини — 2,94 осіб.
Населення міста за віковим діапазоном за даними перепису 2000 року розподілилося таким чином: 29,2 % — жителі молодше 18 років, 7,5 % — між 18 і 24 роками, 22,1 % — від 25 до 44 років, 24,6 % — від 45 до 64 років і 16,7 % — у віці 65 років та старше. Середній вік мешканця склав 38 років. На кожні 100 жінок в Брайркліффі припадало 101,7 чоловіків, у віці від 18 років та старше — 104,8 чоловіків також старше 18 років.
Середній дохід на одне домашнє господарство в місті склав 26 875 доларів США, а середній дохід на одну сім'ю — 32 188 доларів. При цьому чоловіки мали середній дохід в 26 000 доларів США на рік проти 16 250 доларів середньорічного доходу у жінок. Дохід на душу населення в місті склав 16 420 доларів на рік. 9,0 % від усього числа сімей в окрузі і 13,7 % від усієї чисельності населення перебувало на момент перепису населення за межею бідності, при цьому 21,7 % з них були молодші 18 років і 5,1 % — у віці 65 років та старше.